# Calymmaria monicae
Calymmaria monicae is een spinnensoort uit de familie van de waterspinnen (Cybaeidae).
De wetenschappelijke naam van de soort werd in 1937 gepubliceerd door Ralph Vary Chamberlin en Wilton Ivie.